# Christina Lehmann
Christina Lehmann (geboren als Christina Hölzlein, von 1975 bis 2005 Christina Domsgen; * 9. Dezember 1951 in Leuna) ist eine deutsche Schachspielerin. 

## Erfolge

### Einzelmeisterschaften
Ihre größten schachlichen Erfolge hatte sie bei den Fraueneinzelmeisterschaften der DDR. 1970 gewann sie die Meisterschaft in Freiberg mit 9,5 Punkten aus 13 Partien. Ihren Titel konnte sie 1971 in Strausberg mit dem gleichen Ergebnis verteidigen, diesmal vor Gabriele Just. 1973 wurde sie in Erfurt hinter Eveline Nünchert Zweite, 1974 in Potsdam hinter Petra Feibert (damals noch Petra Feustel) und Eveline Nünchert Dritte und 1975 in Stralsund ebenfalls Dritte, diesmal hinter Brigitte Hofmann und Petra Feustel. Nach Ablauf der angesetzten 13 Runden waren 1975 vier Spielerinnen mit 9,5 Punkten punktgleich (Petra Feustel, Christina Domsgen, Brigitte Hofmann und Eveline Nünchert), so dass ein Stichkampfturnier angesetzt wurde. In diesem Stichkampfturnier gelang Christina Domsgen kein Sieg mehr, so dass sie sich mit der Bronzemedaille begnügen musste.

### Mannschaftsmeisterschaften
Für die Frauennationalmannschaft der DDR spielend nahm sie an der Schacholympiade 1972 in Skopje als Reservespielerin teil. 1973 nahm sie an einem Länderkampf gegen Polen teil. Für die Auswahlmannschaft Sachsen-Anhalts nahm sie an der Ländermeisterschaft der Frauen 1994 in Braunfels teil. Sachsen gewann die Deutsche Meisterschaft der Landesverbände vor den Damen aus Berlin, die im entscheidenden Spiel 4,5:3,5 besiegt wurden.
Bis 1973 spielte sie für die BSG Chemie Leuna und die BSG Chemie Lützkendorf. Mit der BSG Buna Halle wurde sie 1973 DDR-Mannschaftsmeisterin im Blitzschach. Erneut diesen Titel gewinnen konnte sie 1975 mit der HSG PH Potsdam. 2008 gewann sie die Meisterschaft erneut, und zwar im Jüdischen Museum Berlin mit dem SK Großlehna. In den 1990er-Jahren spielte sie für die Frauenmannschaft des SV Buna Schkopau und im allgemeinen Spielbetrieb bis 2004 für den ESV Merseburg (später SV Merseburg). In der Schachbundesliga der Frauen spielt sie seit der Saison 2003/04 für den SK Großlehna, wobei der größte Erfolg die Vizemeisterschaft direkt nach dem Wiederaufstieg in der Saison 2007/08 war.